# Penrose-féle csempézés

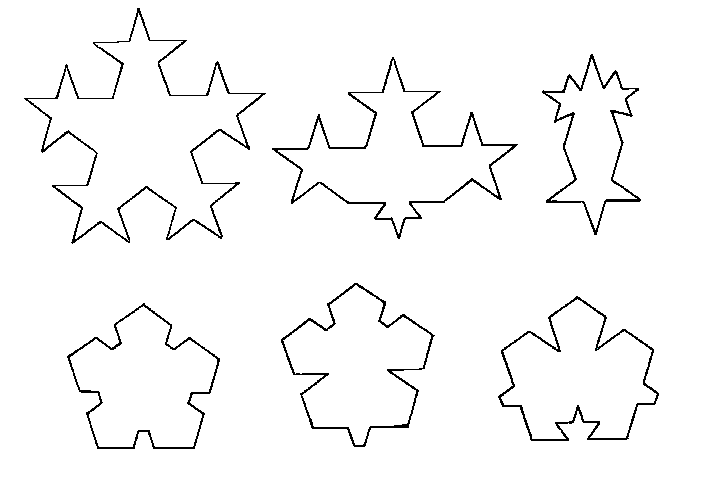
Penrose ötszöges csempéi

A Penrose-féle csempézés az aperiodikus csempehalmazok (illetve az azokkal való csempézések) egy olyan csoportja, amit Roger Penrose (és tőle függetlenül Robert Ammann) fedezett fel.
Penrose először 1973-ban talált egy 6 csempéből álló aperiodikus csempehalmazt. Az első csempehalmazt, ami bizonyítottan aperiodikus volt, Berger 1966-ban találta, és 20 426 csempéből állt. Ezek a csempék négyszögek voltak, melyeknek az oldalait úgy változtatták meg, hogy a periodicitást elkerüljék. Később sikerült lecsökkentenie a csempék számát 104-re, majd 92-re. Raphael M. Robinson 1971-ben egy 6 csempéből álló halmazt talált. Ez is hat módosított négyzetet tartalmazott. Penrose hat csempéje szabályos hatszögekből állt, és csillagszerű alakzatokból, ezzel megtörte a négyzetek egyeduralmát és azt a sejtést is megdöntötte, miszerint csak módosított négyzetekkel lehet nemperiodikusan lefedni a síkot.

## A Penrose-csempézés tulajdonságai

A Penrose-csempézés iterációi

A rombuszoknak ez a módosítása és az ábrái nem szükségesek, csak arra szolgálnak, hogy kizárják a helytelen összeillesztést

Penrose ezután még sokat foglalkozott a csempékkel, és még két, egyenként két-két csempéből álló aperiodikus halmazt talált.

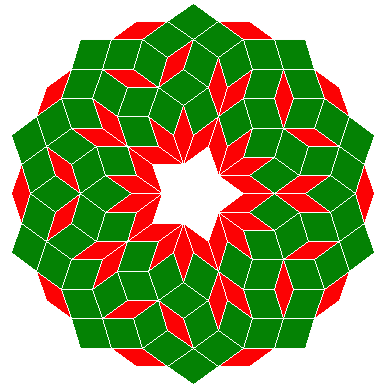
Penrose csempézés színesben

Az egyik ilyen csempehalmaz két rombuszt tartalmaz:
- A kövér rombusznak {72, 72, 108, 108} fokosak a szögeik
- A sovány rombusznak {36, 36, 144, 144} fokosak a szögeik.

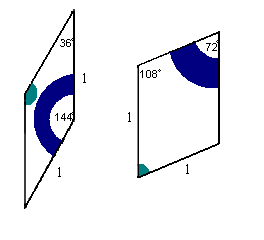
Penrose rombuszai

A csempéket egy egyszerű szabály szerint illesztjük egymáshoz: a két rombusz nem alkothat soha paralelogrammát. Könnyítésként megjelölhetjük az oldalakat, hogy tudjuk, hogy melyik oldalhoz melyiket illeszthetjük. Használhatunk erre a célra színeket, vagy megfelelő módon megváltoztathatjuk a rombuszok oldalait, hogy azokat csak úgy lehessen összeérinteni, hogy a kapott csempézés ne legyen periodikus.
A másik ismert, két csempéből álló halmaz két deltoidot tartalmaz:
- Egy konvexet, amit sárkánynak és
- egy konkávat, amit dárdának hívunk.

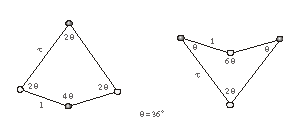
A sárkány és a dárda

A deltoidok rövidebb oldala 1, a hosszabb pedig {\displaystyle {\tau }={\frac {1+{\sqrt {5}}}{2}}}, amit szokás aranyszámnak is hívni, hiszen az aranymetszésnél a megfelelő két hossz aránya is ez a szám. Az aranyszám sok helyen előbukkan a csempézés tulajdonságai között:
- A sárkányok {\displaystyle {\tau }}-szor annyian vannak, mint a dárdák.
- A területek aránya is {\displaystyle {\tau }}-szoros.
- A csempézés nem-periodikusságának egyik bizonyításában is döntő szerepe van, hiszen a {\displaystyle {\tau }} egy irracionális szám.

A Penrose-csempék ugyan nem ismétlődő, nem periodikus alakzatokat hoznak létre, a mintának mégis vannak bizonyos periodikusság látszatát nyújtó jellegzetességei, egyfajta rendezettsége. A rombuszokból álló csempézetben például szabályos tízszögek jelennek meg, amik mindenütt azonos állásúak – minden egyes tízszög élei párhuzamosak az összes többiével. Ezek egymásba olvadó elemi celláknak tűnnek. Kváziszimmetriát mutat 72°-os elforgatásra (ötfogású szimmetria). Ez azért is érdekes, mert periodikusan ismétlődő elemi cellákból álló sík- vagy térbeli alakzat nem mutathat ötös szimmetriát. (Ötszögekkel ugyanis nem lehet maradéktalanul lefedni a síkot.)

## Néhány példa
| Név        | Alap | 1. iteráció | 2. iteráció | 3. iteráció |
| ---------- | ---- | ----------- | ----------- | ----------- |
| Félsárkány |      |             |             |             |
| Félnyíl    |      |             |             |             |
| Nap        |      |             |             |             |
| Csillag    |      |             |             |             |

## Kvázikristályok
Bár először csak mint érdekes matematikai játék és struktúra jelent meg a Penrose-féle nemperiodikus csempézés, 1984-ben felfedeztek egy ötvözetet, az Al6Mn-t, aminek a szerkezete a Penrose-féle csempézés térbeli változata. Így a csempézés tulajdonságainak vizsgálata elősegítette az ötvözet tulajdonságainak megértését. Egyébként ez az ötvözet külsőleg mint kristály viselkedett, de rövid időre megkérdőjelezte a szilárdtestfizika alapfeltevését, miszerint egy kristály szerkezete csak 2-es, 3-as, 4-es vagy 6-os forgásszimmetriát mutathat. Már tudjuk, hogy ezek nem igazi kristályok, ezért kvázikristálynak nevezik.

## Tízszögű csempe
A Penrose-csempézésben megjelenő tízszögletű alakzat miatt felmerült a lehetősége, hogy egyetlen tízszögű csempével is megoldható lenne a feladat. 1996-ban Petra Gummelt igazolta, hogy egy tízszögű csempe két lehetséges megengedett átfedésével nemperiodikus síklefedés hozható létre.

dekoratív mintázat a Penrose-csempék felhasználásával

## Források

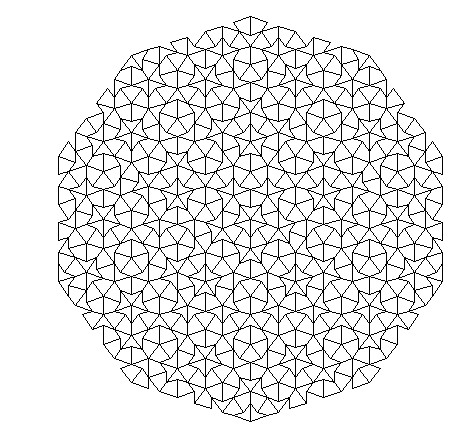
Penrose-féle csempézés

## Külső hivatkozások
- Egy jó összefoglaló cikk a témában, a csempézés  tulajdonságaival
- Kvázikristályokról
- Egy ingyenes program csempézéshez
- Penrose csirkék, avagy hogyan módosítsuk az oldalakat